# 에드거 리 매스터스

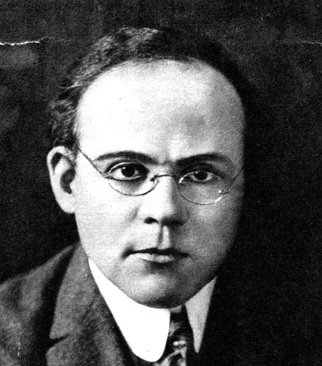
젊은 시절

에드거 리 매스터스(Edgar Lee Masters, 1868년 8월 23일 ~ 1950년 3월 5일)는 미국의 시인이다.
캔자스주에서 태어나 루이스타운과 시카고에서 변호사를 개업했다. 일약 세인의 주목을 끈 <스푼 리버 사화집(詞話集)>(1915)은 지금은 죽고 없는 2백 여 명이 각기 묘소(墓所)에서 생전의 비밀을 말하는 형식의 시집으로서, 폭로적인 자연주의의 수법 때문에 논의의 대상이 되었으나 대성공을 거두고, 미국문학의 도표(道標)가 되었다. <신(新)스푼 리버>(1924)는 그 속편이다.